# 埃斯帕迪利亚
埃斯帕迪利亚，是西班牙瓦伦西亚自治区卡斯特利翁省的一个市镇。总面积12平方公里，总人口74人（2001年），人口密度6人/平方公里。